# Ямборко Назарій-Любомир Дмитрович
Назарій-Любомир Дмитрович Ямборко (нар. 23 вересня 2002) — український футболіст, півзахисник «Миколаєва», який виступає за «Миколаїв-2».

## Життєпис
Вихованець новояворівського футболу, виступав за місцеві клуби «Янтарний», «Янтарний 2003», «Розточчя 2003», «Гірник-юн», «Гірник», а також яворівський ФСК «Яворів-юн.» (Яворів) у юнацьких змаганнях чемпіонату Львівської області, ДЮФЛУ та дорослому змаганні чемпіонату Львівської області. 
Наприкінці серпня 2020 року перейшов у «Миколаїв-2», у футболці якого дебютував 11 вересня 2020 року в програному (0:4) виїзному поєдинку 2-го туру групи «Б» Другої ліги України проти зорянських «Балкан». Назарій-Любомир вийшов на поле в стартовому складі та відіграв увесь матч.